# 聖胡安德龍托伊區

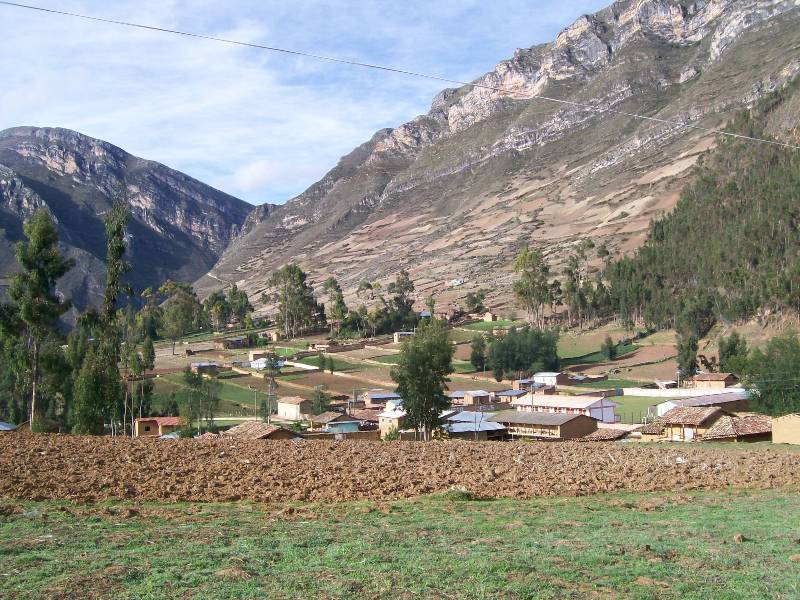

聖胡安德龍托伊區（西班牙語：Distrito de San Juan de Rontoy），是秘魯的一個區，位於該國北部安卡什大區的安東尼奧雷蒙迪省，始建於1987年5月27日，面積103.13平方公里，海拔高度3,525米，2005年人口1,605，人口密度為每平方公里16人。